# Семереньковский сельский совет (Тростянецкий район)
Семереньковский сельский совет (укр. Семереньківська сільська рада) — входит в состав
Тростянецкого района
Сумской области
Украины.
Административный центр сельского совета находится в 
с. Семереньки
.

## Населённые пункты совета
- с. Семереньки
- с. Поляное